# Lancok Pante Ara
Lancok Pante Ara is een bestuurslaag in het regentschap Bireuen van de provincie Atjeh, Indonesië. Lancok Pante Ara telt 321 inwoners (volkstelling 2010).